# Tigre-de-java
O tigre-de-java (nome científico: Panthera tigris sondaica) é uma população de tigres que viveu na ilha indonésia de Java até meados dos anos 1970, hoje possivelmente está extinto. 
 Foi uma das três populações de tigres do arquipélago das Ilhas da Sonda, juntamente com o tigre-de-bali (extinto) e o tigre-de-sumatra.
Embora esteja listada como extinta desde o início do século XXI, existem recentes relatos de avistamentos em vilarejos, em especial um avistamento ocorrido em Agosto de 2019 em Java Ocidental quando um residente chamado Ripi Yanur Fajar disse ter avistado um tigre-de-java. Após investigação do local do avistamento pelo pesquisador Kalih Raksasewu e o funcionário do governo Bambang Adryanto foram localizadas pegadas e outros rastros que levavam até uma cerca, onde foi encontrado um fio de pelo suspeito em um arame. Apenas em Março de 2022 a amostra de pelo encontrada foi submetida para análise pelo Biology Research Centre for National Research and Innovation (BRIN) da Indonésia que realizou uma comparação genética com amostras de tigres-de-java empalhados em museu, de tigres-de-sumatra e de leopardos-de-java, obtendo resultados publicados pela Universidade de Cambridge que indicam tratar-se realmente de um pelo de tigre-de-java devido a grande proximidade genética com as amostras de tigre-de-java empalhados em museu, dando a esperança que exista pelo menos um tigre-de-java restante vivo na Ilha de Java.

## Características
O tigre-de-java era muito pequeno em comparação com outras subespécies de tigres, mas era maior que o tigre-de-bali, e de tamanho comparável ao de um tigre-de-sumatra. geralmente tinham listras longas e finas, que eram ligeiramente mais numerosas do que as dos tigres de sumatra. Seu nariz era longo e estreito, plano occipital e notavelmente estreito. Com base nestas diferenças cranianas, o tigre de java foi proposto como sendo uma espécie distinta sobe a taxomia de Panthera sondaica.
Os machos tinham um comprimento médio de 2,48 m e pesavam entre 100 e 141 kg, as fêmeas relativamente menores tinham entre 75 e 115 kg de peso. O tamanho menor do tigre-de-java foi atribuído principalmente à regra de bergmann e ao tamanho das presas relativamente menores disponíveis na ilha.
Charles Frederick Partington descreveu que os tigres de Java e de Sumatra eram fortes o suficiente para quebrar as pernas de um cavalo ou um boi com as patas, mesmo que não fossem tão pesados e poderosos quanto os tigres-de-bengala.
Os resultados da análise do DNA mitocondrial de 23 amostras de tigres de colecções de museus indicam que os tigres colonizaram as Ilhas Sonda durante o último período glaciário, 110.000 a 120.000 anos atrás.

## Habitat e ecologia
No fim do seculo XIX, os tigres-de-java habitavam a maior parte da ilha. Por volta de 1850, as pessoas que viviam nas zonas rurais passaram a considerar o tigre uma praga. Em 1940, os tigres recuaram para as áreas montanhosas e remotas de Java, e em 1970, os únicos tigres conhecidos viviam na região do Monte Betiri, com uma altitude de 1.192 m, a montanha mais alta da ilha, que não havia sido muito explorada devido a seu terreno inclinado e acidentado. Em 1972, a área de 500 km² foi catalogada como reserva da vida selvagem, e os últimos tigres foram avistados lá em 1976.

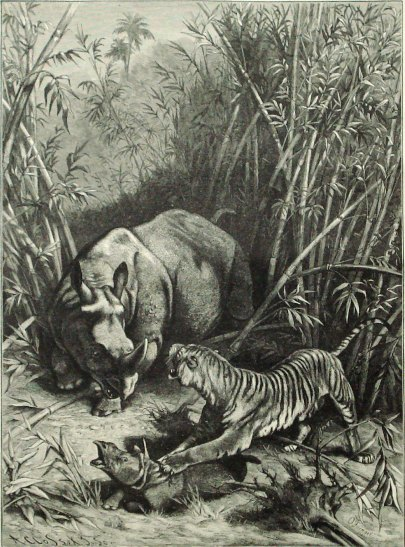
Ilustração artística, tigre-de-java atacando rinoceronte-de-java

Os tigres-de-java caçavam principalmente ungulados como o cervo, o javali, o banteg e, com menos frequência, aves aquáticas e répteis. Nada se sabe sobre o seu período de gestação, nem como era sua vida na natureza ou em cativeiro. Até a Segunda Guerra Mundial, os tigres-de-java eram mantidos em alguns poucos zoológicos indonésios, mas estes foram fechados durante a guerra. Após esse período, eles eram tão raros, que era mais fácil encontrar tigres-de-sumatra.

## Erradicação em Java
No inicio do seculo XX, 28 milhões de pessoas viviam em Java. A produção anual de arroz foi insuficiente para fornecer adequadamente a crescente população humana de modo que, nos 15 anos seguintes, 150% mais de terras foram desmatadas e convertidas em campos cultivados. Em 1938, a floresta original da ilha de Java abrangia apenas 23% da superfície da ilha. Em 1975, apenas 8% da cobertura florestal original permanecia e a população humana aumentou para 85 milhões de pessoas. Nesta paisagem dominada pelo homem, a extinção do tigre-de-java foi intensificada pela conjunção de varias circunstâncias e eventos como: o envenenamento do tigre e suas presas, a maior fragmentação das florestas após a segunda guerra mundial para plantações de café, borracha, entre outros, a extinção das principais presas consumidas pelos tigres etc.[carece de fontes?]